# Silent Hill: The Short Message
Silent Hill: The Short Message (En español: Silent Hill: El mensaje corto) (サイレントヒル: ザ ショートメッセージ Sairento Hiru: Za Shōtomessēji?) es un videojuego de horror psicológico en primera persona desarrollado conjuntamente por Konami y HexaDrive y publicado por Konami. El juego fue anunciado y lanzado para PlayStation 5 el 31 de enero de 2024.
La trama sigue a una adolescente llamada Anita después de recibir extraños mensajes de texto de su difunta amiga Maya, quien murió por suicidio, y debe buscar cosas que sirvan como pistas en un complejo de apartamentos abandonado en la ciudad ficticia de Kettenstadt, Alemania, mientras ocasionalmente evade a un monstruo cubierto de pétalos de flor de cerezo que la persigue en determinados momentos y no puede ser atacado. A diferencia de los juegos anteriores de la franquicia, el título no cuenta con un sistema de combate. El acoso escolar, los impactos de las redes sociales y el suicidio son los temas principales del juego.
Silent Hill: The Short Message recibió críticas mixtas; mientras que algunos críticos elogiaron sus gráficos, atmósfera, temas y la descarga gratuita del juego, otros criticaron su jugabilidad, narrativa, diálogo y secuencias de persecución.

## Argumento
Silent Hill: The Short Message está ambientado en la ciudad ficticia y económicamente deprimida de Kettenstadt, Alemania, en lugar del pueblo de Silent Hill. El juego se desarrolla íntegramente dentro de un complejo de apartamentos abandonado llamado "Villa", popular sitio entre grafiteros e infame por ser un lugar común de suicidio adolescente.

## Recepción
Silent Hill: The Short Message recibió críticas muy positivas de los críticos especializados y "mixtas o promedio" de los sitios web de críticas, según el sitio web de reseñas Metacritic, tiene una calificación promedio de 51 sobre 100 basada en 13 reseñas, y una calificación "débil" del sitio OpenCritic con solo 25 % de críticos que recomiendan el juego.
Christopher Teuton de Screen Rant escribió en su reseña: "Para ser un juego gratuito que muestra por primera vez lo que Konami realmente va a hacer con la franquicia, vale la pena experimentar Silent Hill: The Short Message. La efectividad del juego en el manejo de estos temas "Es un comienzo mucho mejor de lo que podría haber sido, y es sin lugar a dudas el mejor medio nuevo de Silent Hill desde 2014, aunque la efectividad del juego en el manejo de estos temas variará dependiendo de la propia relación de una persona con ellos." Otorgó al título una puntuación de 4 sobre 5.
Escribiendo para IGN, Koji Fukuyama y Daniel Robson elogiaron el "uso eficaz de los temas... para crear una sensación de pavor genuino", describiendo el juego como una iteración moderna e impactante de la franquicia Silent Hill. Por el contrario, Mark Delaney de GameSpot describió el juego como una "mala caricatura de Silent Hill", criticando sus secuencias de persecución de "ensayo y error" y su trama y diálogo "directos". Willa Rowe de Kotaku encontró que el juego era "innecesariamente gráfico" y sus temas "superficiales y torpes", observando que el giro final del juego era predecible. En una reseña de Polygon, Carli Velocci comparó muchos aspectos del juego con títulos anteriores de Silent Hill como PT y Silent Hill: Downpour, y encontró las referencias a la serie en general "extremadamente poco sutiles", al describir la presentación del juego. de sus temas de suicidio como "casi de mal gusto", observando que el escrito "no le da a Anita mucha más definición más allá de su enfermedad mental". Aun así, finalmente concluyó que el juego tiene sus méritos, como "algunas imágenes únicas que me hacen sentir optimista sobre el futuro de la serie".